# Чимакумские языки
Чимакумские (чемакумские, чимакуанские) языки — семья из двух языков, носители которых живут на северо-западе штата Вашингтон (США) около полуострова Олимпик. Входят в мосанский языковой союз.

## Состав
1. Чимакум (чемакум) (†)
2. Килеут (квилеут) (†)

Взаимопонимание между языками отсутствует, однако сохранилось немало общих лексических и морфологических характеристик.
Чимакум исчез в конце 1940-х годов. Он был распространён на восточном побережье полуострова Олимпик между Порт-Таунсендом (штат Вашингтон) и Худ-Каналом. Название чемакум (чимакум) — искажённое английским произношением салишское название племени чемакум, которое звучало на языке скокомиш (твана) примерно как čə́bqəb [ʧə́bqəb] (ранее [ʧə́mqəm]).
Килеут (квилеут) исчез в конце 90-х годов XX века (последний носитель умер в 1999 году; по другим сведениям, в 1999 году языком ещё владело несколько человек). Ранее был распространён на западе полуострова Олимпик. Название Quileute происходит от kʷoʔlí·yot’ [kʷoʔlíːjot’], названия деревни в округе Ла-Пуш.

## Фонология
Фонетические системы чимакумских языков типичны для мосанского языкового союза, с тремя гласными, эйективными и
увулярными согласными, латеральными аффрикатами. При этом в обоих языках есть типологически необычные черты: в чимакум нет простых велярных согласных, а в килеут — носовых.

### Проточимакуанская фонологическая система
|             |                  | Билабиальные | Альвеолярные | Альвеолярные | Палатальные     | Велярные | Велярные        | Увулярные | Увулярные | Глоттальные |
|             | центральные      | латеральные  |              | простые      | лабиализованные | простые  | лабиализованные |           |           |             |
| Взрывные    | глухие           | p            | t            |              |                 | k        | kʷ              | q         | qʷ        | ʔ           |
| Взрывные    | абруптивные      | pʼ           | tʼ           |              |                 | kʼ       | kʼʷ             | qʼ        | qʼʷ       |             |
| Аффрикаты   | глухие           |              | ʦ            |              | (ʧ)             |          |                 |           |           |             |
| Аффрикаты   | абруптивные      |              | ʦʼ           | tɬʼ          | (ʧ’)            |          |                 |           |           |             |
| Фрикативные |                  |              | s            | ɬ            | (ʃ)             | x        | xʷ              | χ         | χʷ        | h           |
| Назальные   | простые          | m            | n            |              |                 |          |                 |           |           |             |
| Назальные   | глоттализованные | m̰            | n̰            |              |                 |          |                 |           |           |             |
| Щелевые     | простые          |              |              | l            | j               |          | w               |           |           |             |
| Щелевые     | глоттализованные |              |              | l̰            | j̰               |          | w̰               |           |           |             |

В проточимакуанском языке серия [ʧ ʧ’ ʃ] проявлялась (в большинстве случаев?) перед гласной /i/. С другой стороны, kʷ kʷ’ xʷ проявлялись (в большинстве случаев?) перед гласными /a, o/. Эти серии, возможно, стали отдельными фонемами до распада на языки чимакум и килеуте, но в этом случае, по-видимому, ещё незадолго до этого они были аллофонами.

## Морфология
Известно более 20 общих словоизменительных суффиксов и около 200 словообразовательных. Общие префиксы отсутствуют. В ряде случаев в обоих языках используются инфиксы.